# 日立ハイテク
株式会社日立ハイテク（ひたちハイテク、英: Hitachi High-Tech Corporation.）は、東京都港区に本社を置く日立グループの企業。春光会の会員企業であり、春光グループに属する。

## 概要
2001年にエレクトロニクス専門商社であった日製産業、日立製作所の計測器グループ、同半導体製造装置グループが統合し発足した。

## 主な事業内容
「電子線技術」を集約・強化して、半導体統合ソリューションの提供、新材料・バイオ等の新アプリケーションを創出している。微細化や省電力などのニーズに応える電子デバイス製造において、世界トップシェアの測長SEM、高精度な超微細加工を実現したプラズマエッチング装置をはじめ、プロセス製造装置・評価装置、さらに幅広い研究分野で活躍する電子顕微鏡を加え、日立ハイテクのコア技術を活用したソリューションを提供する。半導体メーカーとの共同研究開発などにより、世界トップレベルのソリューションを提供している。

## 沿革
- 1947年（昭和22年）
  - 4月 - 資本金19万5000円をもって、株式会社日之出商会として東京都中央区に設立。
  - 10月 - 日製産業株式会社に社名変更。
- 1971年（昭和46年）10月 - 東京証券取引所第2部に上場。
- 1972年（昭和47年）10月 - 大阪証券取引所第2部に上場。
- 1983年（昭和58年）9月 - 東京証券取引所・大阪証券取引所第1部に上場。
- 1986年（昭和61年）3月 - 本社所在地を東京都港区西新橋一丁目に移転。
- 2001年（平成13年）10月 ‐ 日立製作所の計測器グループ、半導体製造装置グループとの事業統合に伴い、社名を株式会社日立ハイテクノロジーズに変更。
- 2005年（平成17年）4月 - 日製サイエンスを吸収合併。
- 2006年（平成18年）4月 - 日立ハイテク電子エンジニアリングを吸収合併。
- 2007年（平成19年）
  - 4月 - 株式会社日立ハイテクサイエンスシステムズを吸収合併。
  - 6月 - 日立ハイテクデーイーテクノロジーと日立ハイテクインスツルメンツサービスが合併し、日立ハイテクエンジニアリングサービス（現・日立ハイテクファインシステムズ）を設立。
- 2010年（平成22年）4月 - 日立ハイテクインスツルメンツが、ルネサス東日本セミコンダクタの半導体製造装置事業を統合。
- 2011年（平成23年）
  - 3月 - 日立高新技術（上海）国際貿易有限公司が日立高科技貿易（上海）有限公司を吸収合併。
  - 9月 - 日立ハイテクノロジーズインドネシア会社を設立。
- 2012年（平成24年）4月 - 日立ハイテクトレーディングと日立ハイテクソリューションズが、日立ハイテクトレーディングを存続会社として合併し、日立ハイテクソリューションズに商号変更。
- 2013年（平成25年）1月 - セイコーインスツルが、エスアイアイ・ナノテクノロジーの全株式を当社へ譲渡。同社は当社子会社となり、同時に商号を株式会社日立ハイテクサイエンスに変更。
- 2020年（令和2年）
  - 2月1日 - 商号を株式会社日立ハイテクに変更。
  - 4月7日 - 株式会社日立製作所による株式公開買付けが成立[3]。
  - 5月18日 - 東京証券取引所第1部上場廃止。
  - 5月20日 - 株式売渡請求により、日立製作所の完全子会社となる[4]。
- 2024年
  - 4月 - 日立製作所のヘルスケア事業本部を承継予定[5]。

## グループ会社

### 国内グループ会社
販売
- 株式会社日立ハイテクソリューションズ
- 株式会社日立ハイテクネクサス
- 株式会社日立ハイテクサポート
- ギーゼッケ・アンド・デブリエント株式会社

サービス・製造
- 株式会社日立ハイテクフィールディング
- 株式会社日立ハイテクマニファクチャ＆サービス
- 株式会社日立ハイテクアナリシス
- 株式会社日立ハイテク九州
- Chorus Call Asia株式会社
- 株式会社NeU

### 海外グループ会社
販売・サービス
(米州地域)
- Hitachi High-Tech America, Inc.
- Hitachi High-Tech Science America, Inc.
- Hitachi High-Tech Analytical Science America, Inc.
- MagArray, Inc.
- Applied Physics Technologies, Inc.
- Hitachi High-Tech Canada, Inc.
- Hitachi High-Tech Mexico S.A.de C.V.
- Hitachi High-Tech do Brasil Ltda.

(欧州地域)
- Hitachi High-Tech Europe GmbH
- Hitachi High-Tech RUS Limited Liability Company
- Hitachi High-Tech Ireland Limited
- Hitachi High-Tech Israel, Ltd.
- Hitachi High-Tech Analytical Science Ltd.
- Hitachi High-Tech Analytical Science GmbH
- Hitachi High-Tech Analytical Science Finland Oy
- VLC Photonics, S.L.

(アジア地域)
- Hitachi High-Tech (Singapore) Pte.Ltd.
- Hitachi High-Tech IPC (Malaysia) Sdn.Bhd.
- Hitachi High-Tech (Thailand) Ltd.
- Smart Factory & Services Holdings (Thailand) Co., Ltd.
- Hitachi High-Tech Amata Smart Services Co., Ltd.
- PT. Hitachi High Tech Indonesia
- Hitachi High-Tech India Private Limited
- Hitachi High-Tech (Shanghai) Co., Ltd.
- Hitachi High-Tech Diagnostics (Shanghai) Co., Ltd.
- Hitachi High-Tech (Shenzhen) Co., Ltd.
- Hitachi High-Tech Analytical Science Shanghai Co., Limited
- Hitachi Instrument (Suzhou), Ltd.
- Hitachi Instrument (Dalian) Co.,Ltd.
- Hitachi High-Tech Scientific Solutions Co., Limited
- Hitachi High-Tech Scientific Solutions (Beijing) Co., Ltd.
- Changzhou KTH International Trading Co., Ltd.
- Hitachi High-Tech Hong Kong Limited
- Hitachi High-Tech Korea Co.,Ltd.
- Hitachi High-Tech Taiwan Corporation

## 不祥事
2015年、横浜市のマンションパークシティLaLa横浜が傾いたことで発覚した一連の杭打ちデータ改ざん問題で、2016年1月13日、国土交通省は元請けの三井住友建設、1次下請けの日立ハイテクノロジーズ、2次下請けの旭化成建材に対し、建設業法に基づき業務改善命令のほか営業停止などの行政処分が下された。日立ハイテクノロジーズは三井住友建設から受注した工事をそのまま旭化成建材に担当させており、丸投げ行為であると判断された。

## 外部認証
日立ハイテクグループの小山事業所内に広がる「日立ハイテクサイエンスの森」は、第三者認証としてJHEP認証を受けている。